# Ka-50-2 Erdogan
Ka-50-2 Erdogan – wersja Ka-50 wyprodukowana przez Kamow wraz z Israel Aerospace Industries. Miała wejść na wyposażenie Turcji. Pod wieloma względami jest zupełnie innym helikopterem, ponieważ Turcy postawili zupełnie inne wymagania i na ich potrzebę stworzono ten projekt. 

## Opis
Najbardziej widoczną różnicą w stosunku do pierwotnej wersji Ka-50 jest dwuosobowa kabina pilota z siedzeniami ustawionymi w układzie tandem (jeden za drugim). Działko kal. 30 mm Szypunow 2A42 nie jest umiejscowione, jak dotychczas, z boku kadłuba, lecz jest zamontowane w łożu wieżyczki dziobowej. Posiada zmodernizowaną awionikę, rakiety przeciwczołgowe, co pozwala na nietypowe możliwości i zastosowanie bojowe.Największe atuty tak zmodernizowanej maszyny to: łatwość pilotażu, pełne bezpieczeństwo dla pilota oraz podwyższona wytrzymałość na ostrzał z broni małokalibrowej.

## Historia
Projekt powstał we współpracy między Kamow a Israel Aircraft Industries. Rosjanie odpowiedzialni za kadłub i wszystkie systemy będące sercem śmigłowca, a Izraelczycy za awionikę oraz uzbrojenie. Powstał w wyniku konkursu wojska tureckiego na nowy helikopter. W konkursie Ka-50-2 pokonał Eurocopter i Apache, ale przegrał z AH-1 Cobra. W 2004 przetarg został jednak unieważniony, by w 2007 wybrać Agusta A129 Mangusta, który przyjęto do uzbrojenia w 2014 roku jako T129.